# Đăng Tháp
Đăng Tháp (chữ Hán giản thể: 灯塔市, âm Hán Việt: Đăng Tháp thị) là một thành phố cấp huyện của địa cấp thị Liêu Dương, tỉnh Liêu Ninh, Cộng hòa Nhân dân Trung Hoa. Thành phố Đăng Tháp có diện tích 1331 km², dân số 510.000 người. Mã số bưu chính của Đăng Tháp là 111300, mã vùng điện thoại là 0419. Thành phố Đăng Tháp được chia ra thành 3 nhai đạo biện sự xứ, 12 trấn, 1 hương. Các đơn vị này lại được chia thành 53 ủy ban xã cư, 296 ủy ban thôn.
- Nhai đạo biện sự xứ: Vạn Bảo Kiều, Yên Đài, Cổ Thành.
- Trấn: Đăng Tháp, Hoa Tử, Trương Đài Tử, Tây Đại Diêu, Đông Nhị Bảo, Thẩm Đán Bảo, Liễu Điều Trại, Tây Mã Phong, Vương Gia, Liễu Hà Tử, La Đại Đài, Đại Hà Nam.
- Hương: Kê Quán Sơn.